# نهائي كأس إسكتلندا 2011
نهائي كأس اسكتلندا 2011 هي المباراة النهائية من منافسة كأس المملكة المتحدة 2010–11، أقيمت المباراة في 21 مايو 2011، في هامبدن بارك، بين فريقي نادي ماذرويل، ونادي سلتيك، وفاز فيها نادي سلتيك، بعد أن هزم نادي ماذرويل، بنتيجة 0 - 3، وكان حكم المباراة كالوم موراي، وحضر المباراة 49618 شخصاً.

## تفاصيل المباراة
لعبت المباراة النهائية في 21 مايو 2011.
| نادي ماذرويل | 0 -3 | نادي سلتيك |
| ------------ | ---- | ---------- |
|              |      |            |